# Johanneskapelle am Kreuzgang

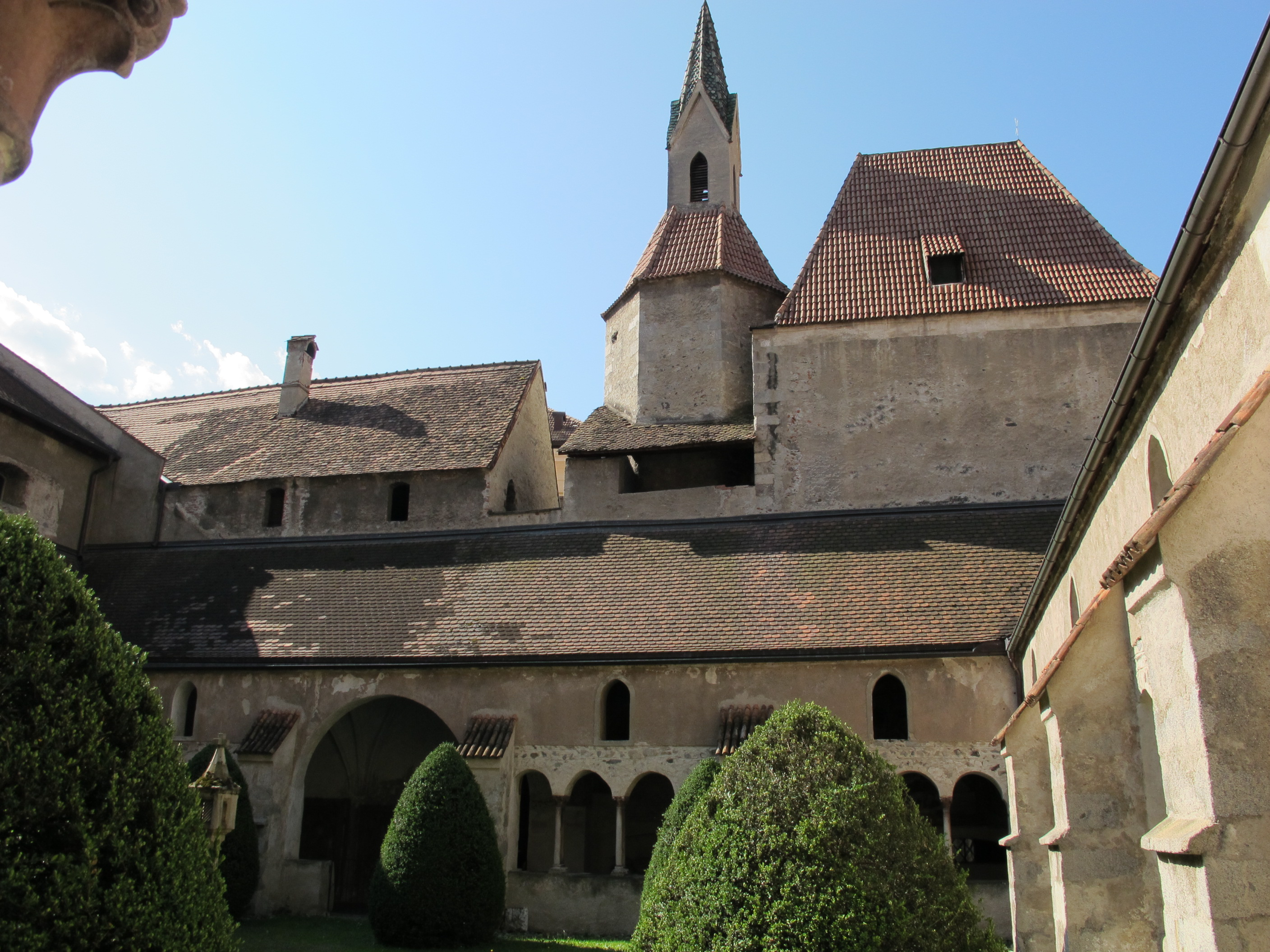
Die Johanneskapelle südlich des Kreuzgangs

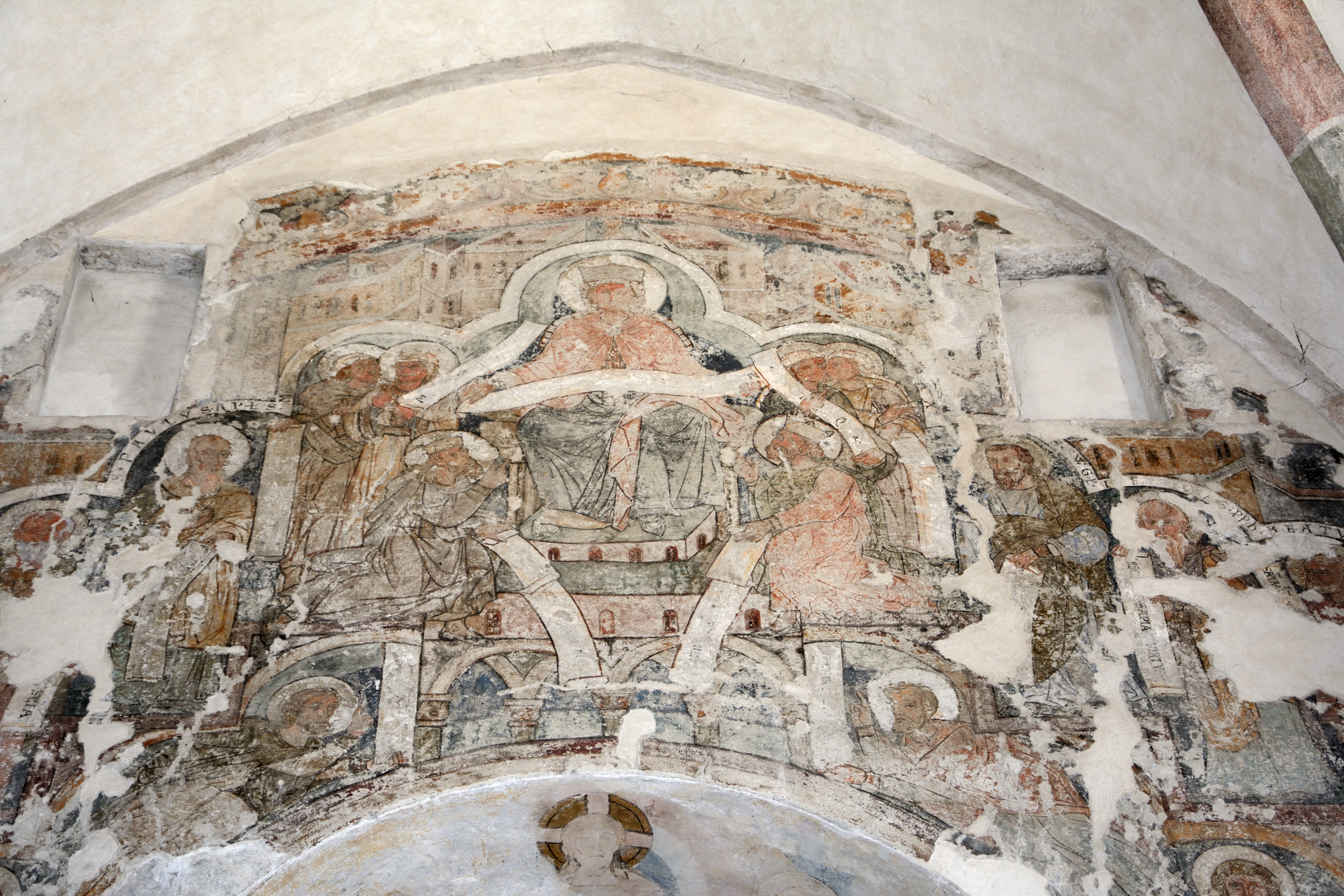
Romanisches Fresko Die alttestamentliche Weisheit (um 1220)

Die Johanneskapelle am Kreuzgang in Brixen, auch St. Johannes im Kreuzgang genannt, befindet sich an der Südwestecke des Brixner Dombezirks und wird von der dritten Arkade des Kreuzgangs aus betreten. Sie dürfte schon beim ersten Münsterbau im 10. Jahrhundert entstanden sein und war Taufkapelle und bischöfliche Hofkapelle. Nach der Tradition soll hier 1080 die Synode zu Brixen zusammengetreten sein, die Papst Gregor VII. absetzte und Wibert von Ravenna zum Gegenpapst wählte.
Das hohe Kirchenschiff trägt ein steiles gotisches Zeltdach. Der Chorraum geht auf halber Höhe in eine Achteckform über und wird außen von einem schmalen Spitztürmchen gekrönt. Der Innenraum ist fast quadratisch und sehr hoch. Er war ursprünglich mit einer Holzdecke abgeschlossen, auf halber Höhe befanden sich an drei Seiten Holzbalustraden. Das Volk betrat den Kirchenraum im Südwesten von außen, vom Bischofshof war der Zugang in der Mitte der Westfassade im Obergeschoss. Die gemauerte Empore und das Kreuzgratgewölbe stammen aus dem 14. Jahrhundert. Der Chorraum engt sich ausgehend von einer querliegenden Rechteckform über ein Quadrat und die Achteckform bis zur Kuppel ein. Im Kirchenschiff steht ein großer Taufstein aus rotem Marmor in Kelchform, der wohl noch vor 1038 entstanden ist.
Besonders bedeutend sind die romanischen Fresken, die die scholastisch-mystische Symboltheologie des 13. Jahrhunderts widerspiegeln. An der Ostwand ist die alttestamentliche, an der Westwand die neutestamentliche Weisheit zu sehen, umgeben von allerlei allegorischen Figuren. Ebenfalls von Bedeutung sind die frühgotischen Fresken aus der ersten Hälfte des 14. Jahrhunderts im Linearstil. Theophil Melicher aus Wien restaurierte von 1900 bis 1902 die Fresken der Johanneskapelle und füllte leere Flächen mit neuen Bildern und Ornamenten aus.

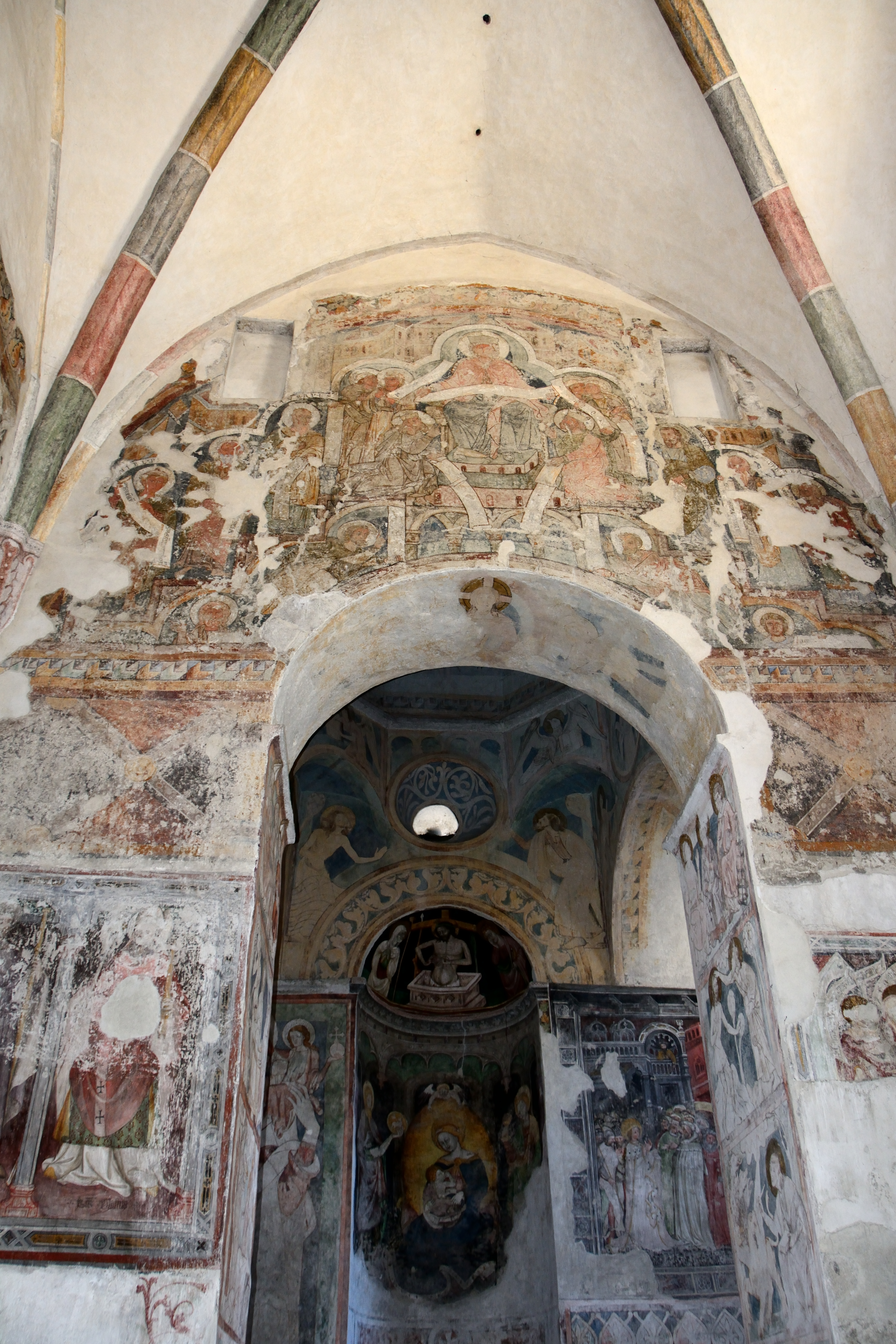
Ostseite der Johanneskapelle
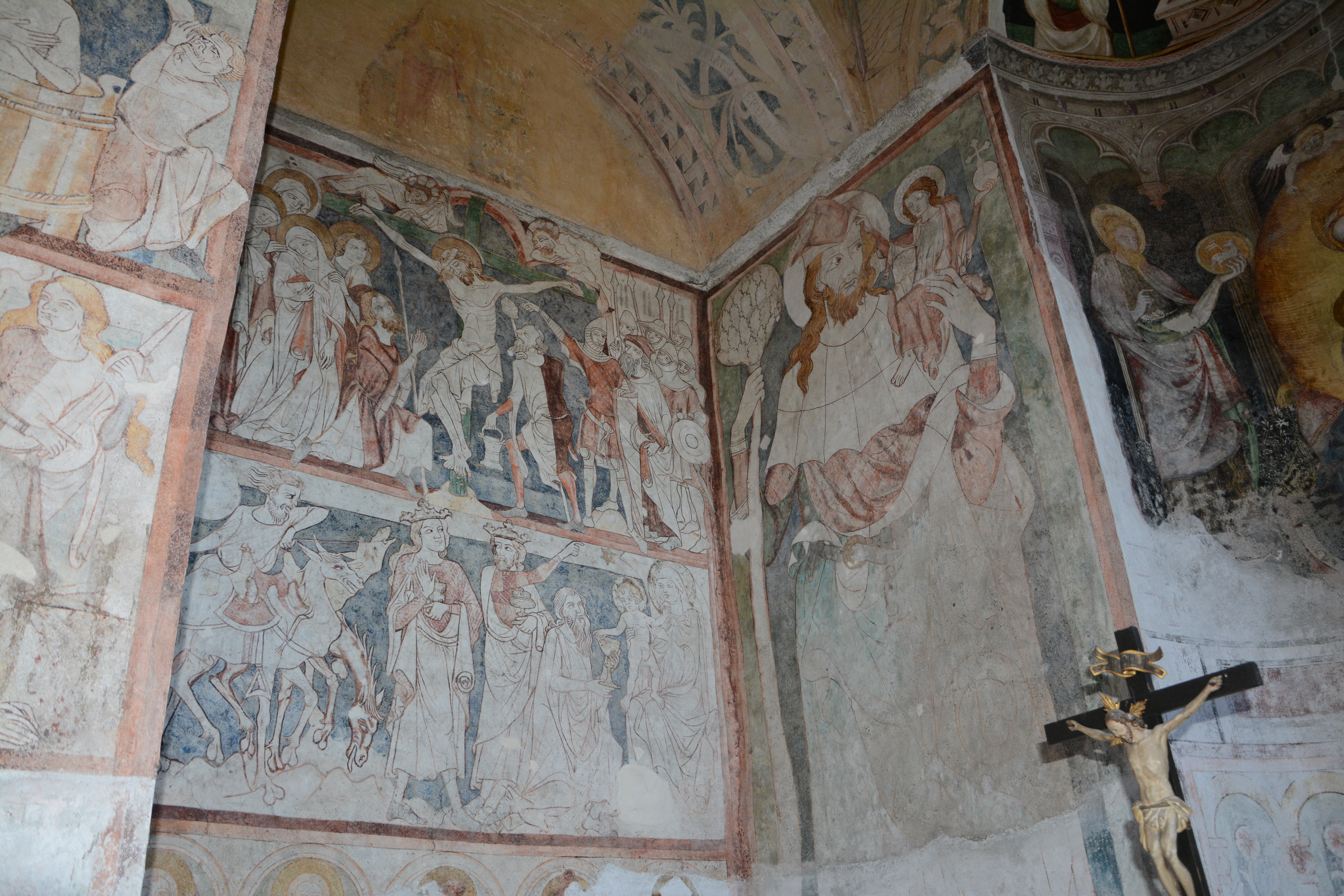
Frühgotische Fresken im Chor der Johanneskapelle
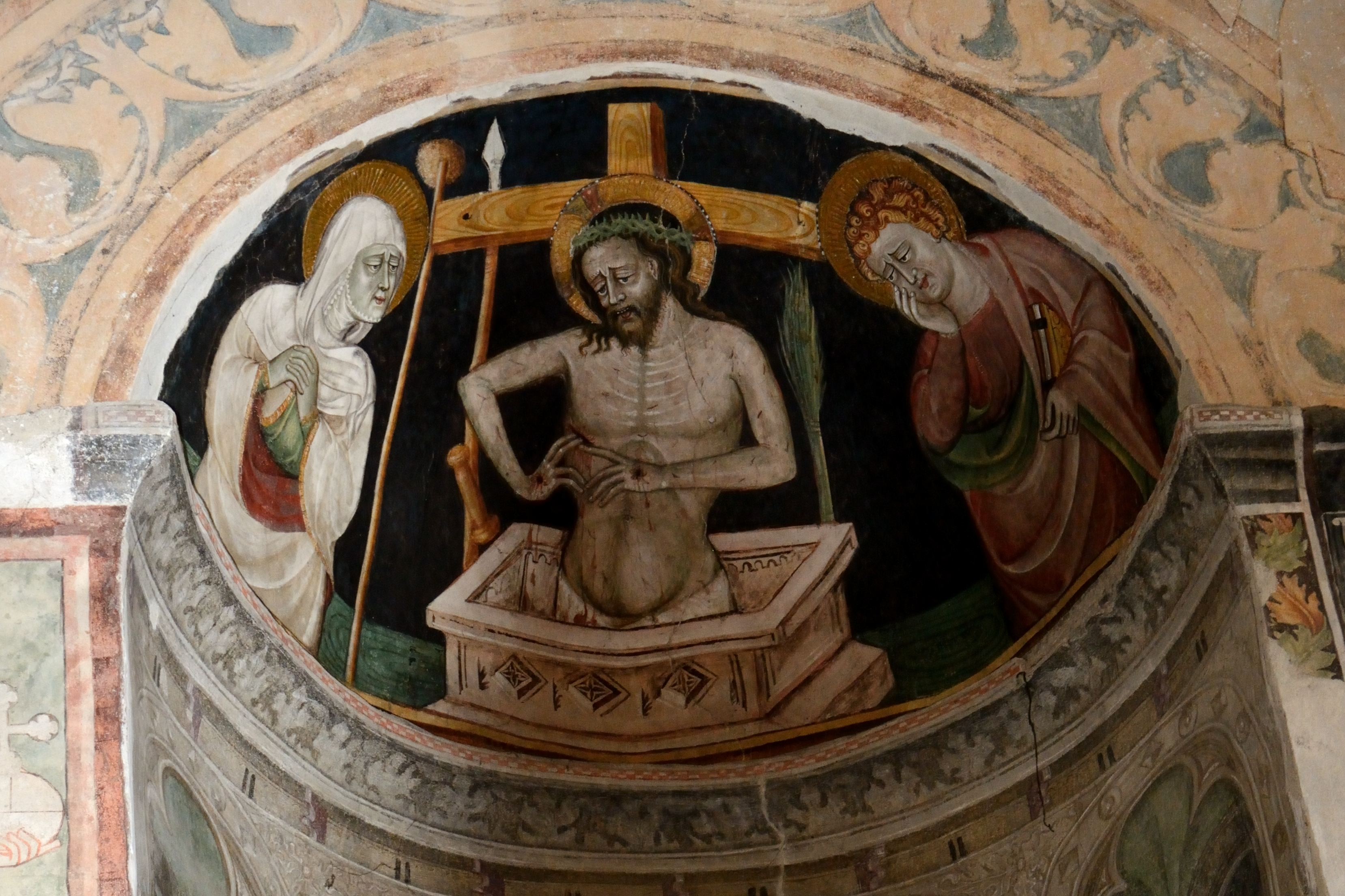
Hochgotisches Fresko des Schmerzensmannes
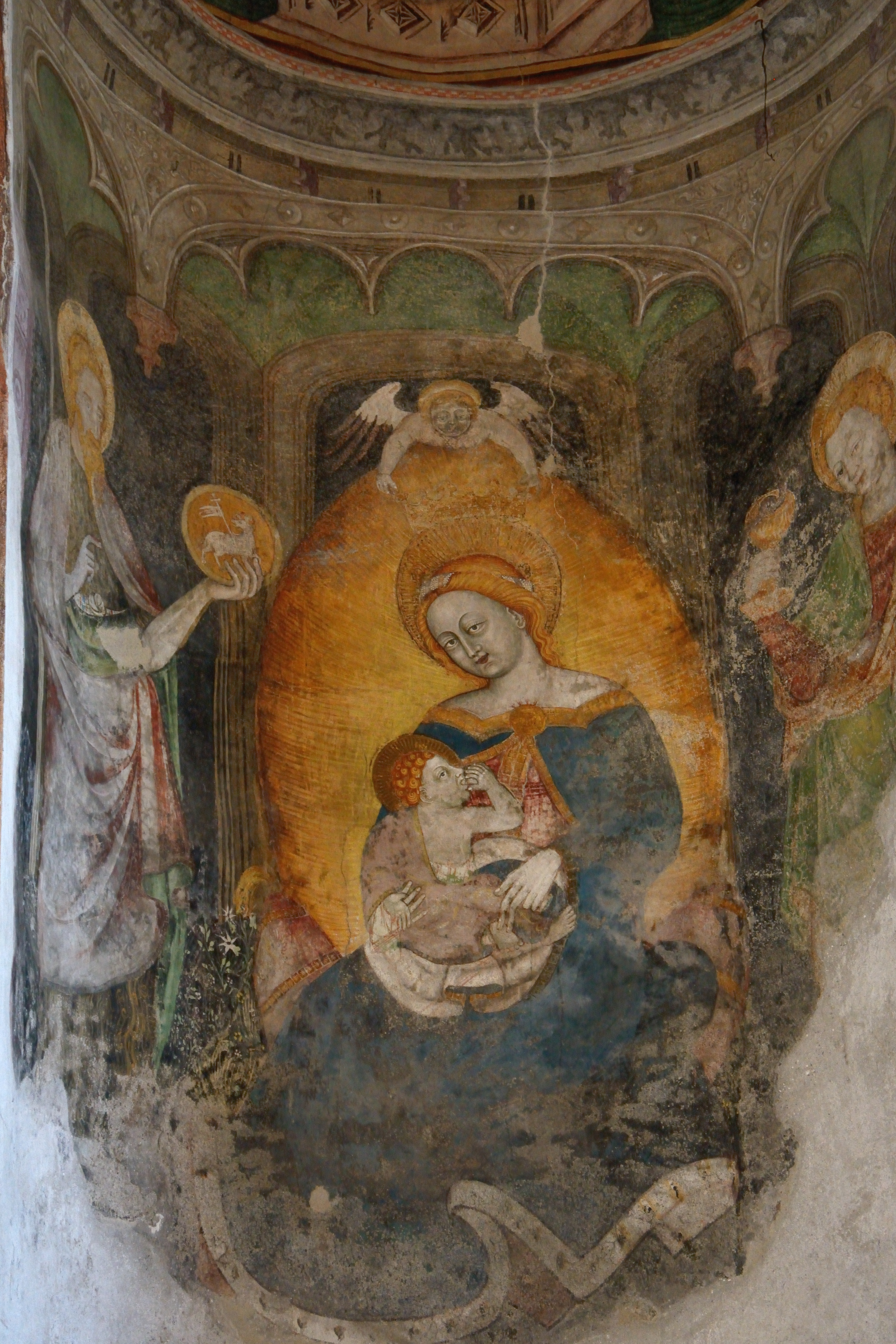
Hochgotisches Fresko der Stillenden Madonna
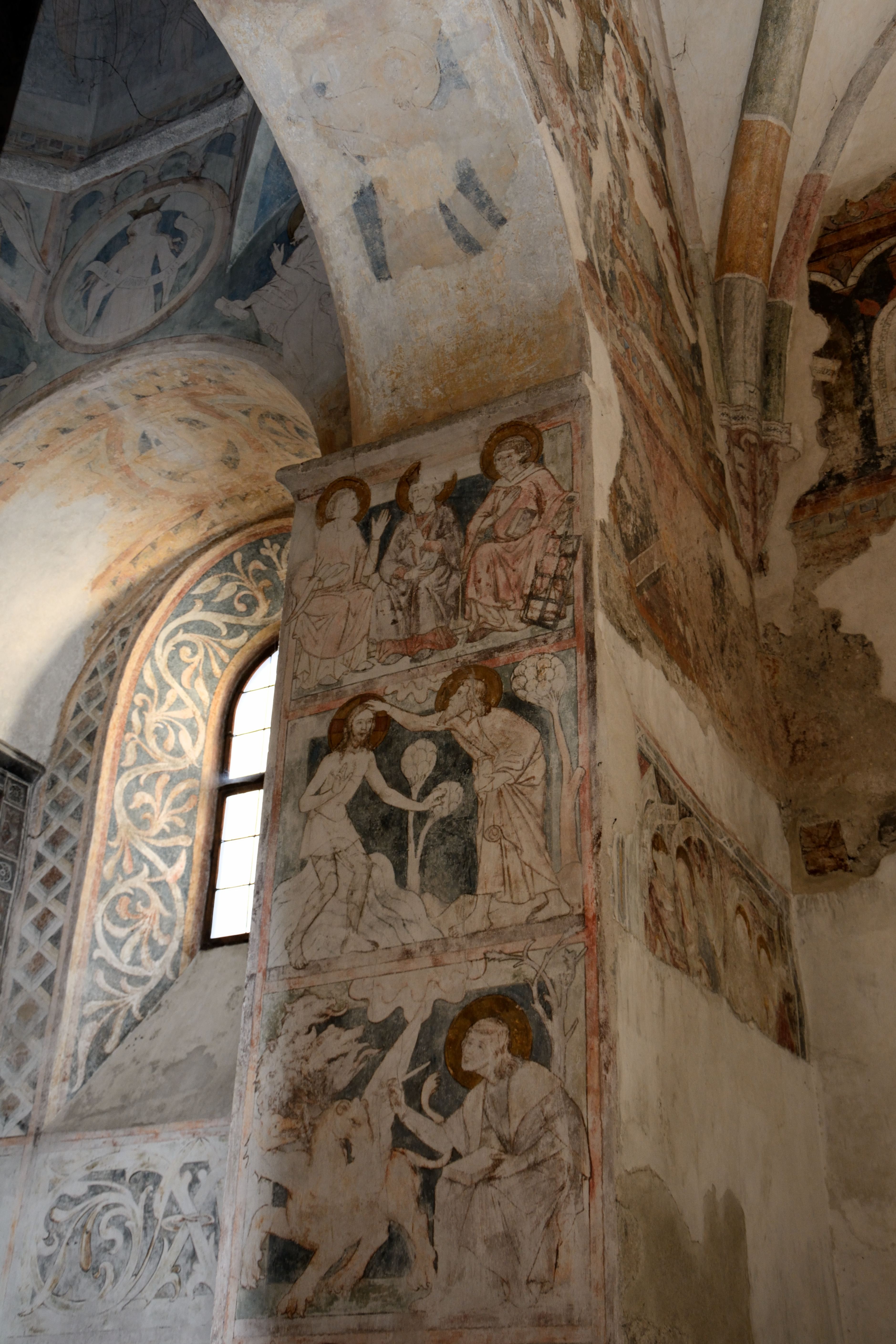
Fresken von Theophil Melicher